# Joana de Chantal
Joana Francisca Frémyot de Chantal, em francês:  Jeanne-Françoise Frémyot de Chantal (Dijon, 23 de Janeiro de 1572 – Moulins, 13 de Dezembro de 1641), baronesa de Chantal, foi uma nobre e freira católica, fundadora da Ordem da Visitação de Santa Maria (conhecida como Irmãs Visitandinas).

## Biografia
Filha de Benigno Frémyot, presidente do parlamento de Borgonha, e de Margarida de Berbizy, foi batizada como Joana, tendo lhe sido acrescentado o de Francisca quando da cerimônia de confirmação.
Tendo recebido esmerada educação, recusou-se a desposar um fidalgo abastado uma vez que o mesmo era calvinista. 
Desposou depois Christophe de Rabutin, barão de Chantal, passando o casal a residir no Castelo de Bourbilly, onde fez celebrar missa diariamente, com a presença de todos os empregados domésticos. Ocupando-se da instrução religiosa dos mesmos, atendendo-lhes as suas necessidades materiais. Aos domingos e dias de festa, participava da missa paroquial.
Ficou viúva aos 28 anos de idade, com um filho e três filhas. A partir de então, fez voto de castidade, dedicando-se à prática da caridade. Retirou-se do mundo e passou a dividir o seu tempo entre a oração, o trabalho e a educação dos filhos. Em 1604, na casa de seu pai em Dijon, conheceu o bispo de Genebra, São Francisco de Sales. Identificando nele a pessoa para dirigi-lá espiritualmente, ligou-se a ele por uma profunda amizade.
Com os filhos mais crescidos e amadurecidos, planejou ingressar na vida monástica. Para esse fim, o jovem barão de Chantal, com 15 anos de idade, foi entregue ao avô materno, que passou a cuidar de sua educação e de seus bens; a sua filha mais velha desposou o barão de Thorens; a filha do meio faleceu pouco depois; a filha mais nova desposou o conde de Toulonjon.
Em 1610, em Annecy, sob a orientação do bispo de Genebra, a baronesa fundou a Congregação da Visitação de Santa Maria, juntamente com Jacqueline Fabre e a senhorita Brechard. Dirigiu, como superiora, de 1612 a 1619, a casa que fundou em Paris, no bairro de Santo Antônio, onde chegou a ser perseguida. Deixou o cargo de superiora da Ordem e voltou a Annecy.
Faleceu, após grande agonia, pronunciando o nome de Jesus. À data de sua morte, a congregação já contava com 87 conventos e, no primeiro século de existência, com 6.500 religiosos.

## Scheilla (visão espírita)

Imagem do espírito.

Scheilla é um suposto espírito ao qual médiuns espíritas brasileiros como Chico Xavier e João Nunes Maia atribuem a autoria de certas obras psicografadas. Em uma de suas vidas passadas, teria vivido na França, como Joana Francisca Frémiot. Em uma outra encarnação, sob o nome de Scheilla, teria vivido na Alemanha, à época da Segunda Guerra Mundial. Aos 28 anos de idade, quando exercia as funções de enfermeira em Hamburgo, faleceu durante um bombardeio Aliado, em 1943.
Foi desposada, aos 20 anos de idade, pelo barão de Chantal. Em 1604, tendo ouvido pregar em Dijon, o bispo de Genebra, São Francisco de Salles, submeteu-se à sua direção espiritual. Juntos fundaram, em Annecy, a Congregação da Visitação de Maria (1610), que, à data de sua morte, já contava com 87 conventos e, no primeiro século de existência, com 6.500 religiosos. A baronesa de Chantal dirigiu, como superiora, de 1612 a 1619 a casa que fundou em Paris, no bairro de Santo Antônio. Deixou o cargo de superiora da Ordem da Visitação e voltou a Annecy, onde ficava a casa-mãe da ordem. Foi canonizada em 1767 pela Igreja Católica como Santa Joana de Chantal.
De acordo com algumas versões, o espírito teria se materializado pela primeira vez através do médium Francisco Peixoto Lins (Peixotinho), em Macaé, no estado do Rio de Janeiro, por volta de 1943, ainda durante a Segunda Guerra Mundial. Outras referem essa data como 1948, nas reuniões do Grupo Espírita André Luiz na cidade do Rio de Janeiro.
Segundo a literatura espírita, os espíritos Cairbar Schutel e Scheilla dirigem a Colônia Espiritual Alvorada Nova, onde Scheilla coordena o hospital Casa de Repouso..